# Yanornis
Yanornis là một chi chim ăn cá sống vào thời kỳ Creta sớm. Hai loài đã được mô tả, cả hai đều đến từ Liêu Ninh, Trung Quốc: Yanornis martini, dựa trên nhiều hóa thạch từ thành hệ Jiufotang (cách nay 120 triệu năm) tại Triều Dương, và Yanornis guozhangi, từ thành hệ Yixian (cách nay 124 triệu năm).